# Volta Priscila
Volta Priscila é uma série documental produzida pelo Disney+, estreando em 25 de setembro de 2024. A trama relata o desaparecimento de Priscila Belfort, onde a irmã do lutador Vitor Belfort sumiu misteriosamente no 9 de janeiro de 2004. É dirigida por Eduardo Rajabally e conta com Bruna Rodrigues na pesquisa e direção de conteúdo.

## Enredo
Vinte anos após o desaparecimento de Priscila Belfort, a família ainda busca por respostas sobre o que de fato aconteceu com a jovem. A série conta com depoimentos de parentes e de jornalistas influentes que acompanharam o caso de perto, além de entrevistas inéditas com pessoas ligadas à então universitária e funcionária pública.

## Elenco
- Vitor Belfort
- Jovita Belfort
- José Marcos Belfort
- Joana Prado
- Sonia Abrão
- Gilberto Barros
- Vitor Prado
- Thiago Prado

## Produção
Durante um episódio do Linha Direta, extinto programa investigativo exibido pela TV Globo, datado do ano de 2007, o então namorado de Priscila, Luiz Cláudio Corrêa Fortes, que só teria a identidade revelada com a exibição do documentário, teria afirmado que a jovem havia fugido de casa, fato este que causou desconfiança em Jovita Belfort, mãe da moça desaparecida. 43 dias após a emissão do episódio, uma mulher chamada Elaine Paiva rendeu-se à polícia e confessou que foi membro ativo do assassinato da jovem. Além disso, ela revelou que Priscila foi abduzida para quitar uma dívida de aproximadamente R$10 mil com um grupo de traficantes. As investigações, no entanto, não concluíram de fato se a jovem foi assassinada.
Com o mistério permanecendo na mídia brasileira, várias teorias a respeito do desaparecimento da jovem começaram a circular pela internet, algumas oriundas da extinta rede social Orkut, que trouxeram evidências, nunca comprovadas, como dívida com o tráfico de drogas, aborto e um possível desequilíbrio emocional de Priscila, já que segundo relatos de amigos e familiares, ela sofria de depressão. Durante as gravações do documentário, foi revelado que Luiz Cláudio Corrêa Fortes havia se recusado a participar do projeto e sua identidade só foi revelada porque Joana Prado, esposa de Vitor Belfort, afirmou em depoimento que Priscila tinha um caso com o filho de um dos políticos mais influentes do Rio de Janeiro, mas sem dar nomes diretos, com a imprensa concluindo que seria o então deputado federal Márcio Fortes.

## Exibição
A série foi exibida na Band entre 10 e 31 de outubro de 2024 nas quintas-feiras pela faixa das 22h45, contendo também imagens inéditas cedidas pela direção de jornalismo do canal.
O documentário também se encontra disponível na Apple TV.

## Episódios
| Temporada | Temporada | Episódios | Episódios | Originalmente exibido  | Originalmente exibido  |
| Temporada | Temporada | Episódios | Episódios | Estreia da temporada   | Final da temporada     |
| --------- | --------- | --------- | --------- | ---------------------- | ---------------------- |
|           | 1         | 4         | 4         | 25 de setembro de 2024 | 25 de setembro de 2024 |

| Número | N.º na temp. | Título                    | Dirigido por                        | Exibição original      |     |
| --- | ------------ | ------------------------- | ----------------------------------- | ---------------------- | --- |
| 1 | 1            | "Um Dia Sem Fim"          | Eduardo Rajabally e Bruna Rodrigues | 25 de setembro de 2024 | ASD |
| Priscila desaparece misteriosamente no Rio de Janeiro enquanto estava no intervalo do almoço da Secretaria Municipal de Esportes e Lazer. Dias após, antes da disputa pelo cinturão mundial pelo UFC, Vitor Belfort surge com uma camiseta e com um pedido "Volta, Priscila". |              |                           |                                     |                        |     |
| 2 | 2            | "A Pior Mentira do Mundo" | Eduardo Rajabally e Bruna Rodrigues | 25 de setembro de 2024 | ASD |
| Uma mulher afirma ter matado Priscila Belfort, o que poderia solucionar o caso. Um suposto envolvimento de criminosos do Comando Vermelho chama a atenção da imprensa. |              |                           |                                     |                        |     |
| 3 | 3            | "Costurando o Passado"    | Eduardo Rajabally e Bruna Rodrigues | 25 de setembro de 2024 | ASD |
| Novas pistas começam a surgir durante as investigações do desaparecimento de Priscila, incluindo uma ligação do passado. |              |                           |                                     |                        |     |
| 4 | 4            | "Alguém Sabe"             | Eduardo Rajabally e Bruna Rodrigues | 25 de setembro de 2024 | ASD |
| Vinte anos se passaram e nenhuma resposta foi encontrada para amenizar a dor da família. |              |                           |                                     |                        |     |